# Jeron Khalsa
Jeron Khalsa è una suddivisione dell'India, classificata come nagar panchayat, di 8.297 abitanti, situata nel distretto di Tikamgarh, nello stato federato del Madhya Pradesh. In base al numero di abitanti la città rientra nella classe V (da 5.000 a 9.999 persone).

## Geografia fisica
La città è situata a 25° 08' 56 N e 78° 39' 30 E.

## Società

### Evoluzione demografica
Al censimento del 2001 la popolazione di Jeron Khalsa assommava a 8.297 persone, delle quali 4.383 maschi e 3.914 femmine. I bambini di età inferiore o uguale ai sei anni assommavano a 1.496, dei quali 766 maschi e 730 femmine. Infine, coloro che erano in grado di saper almeno leggere e scrivere erano 3.468, dei quali 2.348 maschi e 1.120 femmine.